# Drino triplaca
Drino triplaca är en tvåvingeart som beskrevs av Herting 1979. Drino triplaca ingår i släktet Drino och familjen parasitflugor.
Artens utbredningsområde är Marocko. Inga underarter finns listade i Catalogue of Life.